# Athrixia
Athrixia é um género botânico pertencente à família Asteraceae.